# 山本文緒
山本 文緒（やまもと ふみお、本名：大村 暁美、1962年11月13日 - 2021年10月13日）は、日本の女性小説家。
神奈川県横浜市生まれ。神奈川大学経済学部卒業。

## 経歴
大学では落語研究会に所属していた。高座名は「則巻家あられ」。
卒業後、証券系の財団法人に勤め、横浜の実家から毎日満員電車で通うのがつらく、会社のそばにアパートを借りるための副業として少女小説を書き始める。1987年に『プレミアム・プールの日々』でコバルト・ノベル大賞の佳作を1回目の応募で受賞し、少女小説家としてデビュー、後に「少女小説というジャンルが作家不足だったので、今だったら取れなかったと思うんですけど」と語る。ペンネームの「山本」は友人の名前に、「文緒」は槇村さとるの短編漫画の主人公の名前に由来し、「中性さを出したかった」と語る。1992年の『パイナップルの彼方』から一般文芸へシフトする。作品のタイトルを、少女小説では編集者に決められることが多かったが、一般文芸では『ブルーもしくはブルー』を除き自分で決めていた。
1999年、『恋愛中毒』で第20回吉川英治文学新人賞受賞。2000年に『プラナリア』で第124回直木賞を受賞。2002年に再婚。2003年、40歳の時にうつ病を発症し、治療のため執筆活動を中断し、約6年の闘病後、エッセイ『再婚生活』で復帰する。2011年に長野県北佐久郡軽井沢町に移住。2021年、7年ぶりに執筆した小説『自転しながら公転する』で第27回島清恋愛文学賞、第16回中央公論文芸賞を受賞。
2021年春頃より体調を崩し、ステージ4bの膵臓癌と診断され余命4か月の宣告を受けて自宅療養を続け、同年10月13日、軽井沢の自宅で死去した。58歳没。『小説新潮』（2021年12月号）に、親交があった角田光代、唯川恵らの追悼エッセイが掲載された。
2022年10月、亡くなる9日前まで綴った闘病日記『無人島のふたり 120日以上生きなくちゃ日記』が刊行された。タイトルは2021年8月12日時点での担当者打ち合わせで最初から決まっていた。

## 著作

### ジュニア小説
- きらきら星をあげよう（1988年5月 集英社コバルト文庫 / 1999年3月 集英社文庫）
- 野菜スープに愛をこめて（1988年8月 集英社コバルト文庫 / 2001年5月 集英社文庫）
- まぶしくて見えない（1988年10月 集英社コバルト文庫 / 2001年7月 集英社文庫）
- おまえがパラダイス（1989年2月 集英社コバルト文庫）
- ぼくのパジャマでおやすみ（1989年4月 集英社コバルト文庫 / 1999年5月 集英社文庫）
- 黒板にハートのらくがき（1989年7月 集英社コバルト文庫）
- 踊り場でハートのおしゃべり（1989年10月 集英社コバルト文庫）
- ドリームラッシュにつれてって（1990年1月 集英社コバルト文庫）
- 校庭でハートのよりみち（1990年4月 集英社コバルト文庫）
- おひさまのブランケット（1990年7月 集英社コバルト文庫 / 1999年7月 集英社文庫）
- 青空にハートのおねがい（1990年10月 集英社コバルト文庫）
- シェイクダンスを踊れ（1991年1月 集英社コバルト文庫）
- ラブリーをつかまえろ（1991年4月 集英社コバルト文庫）
  - 【改題】チェリーブラッサム（2000年4月 角川文庫 / 2009年3月 角川つばさ文庫）
- アイドルをねらえ!（1991年8月 集英社コバルト文庫） 
  - 【改題】ココナッツ（2000年7月 角川文庫） - 「チェリーブラッサム」続編
- 新まい先生は学園のアイドル（1991年8月 ポプラ文庫）

### 一般文芸
- パイナップルの彼方（1992年1月 宙出版 / 1995年12月 角川書店）
- ブルーもしくはブルー（1992年9月 宙出版 / 1996年5月 角川文庫）
  - ブルーもしくはブルー 改版（2021年5月 角川文庫）
- きっと、君は泣く（1993年7月 光文社カッパ・ノベルス）
  - 【改題】きっと君は泣く（1997年7月 角川文庫）
- あなたには帰る家がある（1994年8月 集英社 / 1998年1月 集英社文庫 / 2013年6月 角川文庫）
- 眠れるラプンツェル（1995年2月 ベネッセコーポレーション / 1998年4月 幻冬舎文庫 / 2006年6月 角川文庫）
- ブラック・ティー（1995年3月 角川書店 / 1997年12月 角川文庫）
  - 収録作品：ブラック・ティー / 百年の恋 / 寿 / ママ・ドント・クライ / 少女趣味 / 誘拐犯 / 夏風邪 / ニワトリ / 留守番電話 / 水商売
- 絶対泣かない―あなたに向いている15の職業（1995年5月 大和書房）
  - 【改題】絶対泣かない（1998年11月 角川文庫）
    - 収録作品：花のような人 / ものすごく見栄っぱり / 今年はじめての半袖 / 愛でしょ、愛 / 話を聞かせて / 愛の奇跡 / アフターファイブ / 天使をなめるな / 女神の職業 / 気持ちを計る / 真面目であればあるほど / もういちど夢を見よう / 絶対、泣かない / 卒業式まで / 女に生まれてきたからには
- 群青の夜の羽毛布（1995年11月 幻冬舎 / 1999年4月 幻冬舎文庫 / 2006年5月 文春文庫 / 2014年1月 角川文庫）
- みんないってしまう（1997年1月 角川書店 / 1999年6月 角川文庫）
  - 収録作品：裸のネルにシャツ / 表面張力 / いつも心に裁ちバサミ / 不完全自殺マニュアル / 愛はお財布の中 / ドーナッツ・リング / ハムスター / みんないってしまう / イバラ咲くおしゃれ道 / まくらともだち / 片恋症候群 / 泣かずに眠れ
- シュガーレス・ラヴ（1997年5月 集英社 / 2000年6月 集英社文庫）
  - 収録作品：彼女の冷蔵庫 / ご清潔な不倫 / 観賞用美人 / いるか療法 / ねむらぬテレフォン / 月も見ていない / 夏の空色 / 秤の上の小さな子供 / 過剰愛情失調症 / シュガーレス・ラヴ
- 紙婚式（1998年10月 徳間書店 / 2001年2月 角川文庫）
  - 収録作品：土下座 / 子宝 / おしどり / 貞淑 / ますお / バツイチ / 秋茄子 / 紙婚式
- 恋愛中毒（1998年11月 角川書店 / 2002年6月 角川文庫）
- 落花流水（1999年10月 集英社 / 2002年10月 集英社文庫 / 2015年1月 角川文庫）
- プラナリア（2000年10月 文藝春秋 / 2005年9月 文春文庫）
  - 収録作品：プラナリア / ネイキッド / どこかでないここ / 囚われ人のジレンマ / あいあるあした
- ファースト・プライオリティー（2002年9月 幻冬舎 / 2005年6月 角川文庫）
  - 収録作品：偏屈 / 車 / 夫婦 / 処女 / 嗜好品 / 社畜 / うさぎ男 / ゲーム / 息子 / 薬 / 旅 / バンド / 庭 / 冒険 / 初恋 / 燗 / ジンクス / 禁欲 / 空 / ボランティア / チャンネル権 / 手紙 / 安心 / 更年期 / カラオケ / お城 / 当事者 / ホスト / 銭湯 / 三十一歳 / 小説
- アカペラ（2008年7月 新潮社 / 2011年8月 新潮文庫）
  - 収録作品：アカペラ / ソリチュード / ネロリ
- カウントダウン（2010年10月 光文社 / 2016年12月 角川文庫） - コバルト文庫の『シェイクダンスを踊れ』を改題・大幅加筆・修正したもの
- なぎさ（2013年10月 KADOKAWA / 2016年6月 角川文庫）
- 自転しながら公転する（2020年9月 新潮社 / 2022年11月 新潮文庫）
- ばにらさま（2021年9月 文藝春秋 / 2023年10月 文春文庫）

### エッセイ
- かなえられない恋のために（1993年12月 大和書房 / 1997年6月 幻冬舎文庫 / 2009年2月 角川文庫）
- そして私は一人になった（1997年5月 KKベストセラーズ / 2000年8月 幻冬舎文庫 / 2008年2月 角川文庫）
- 結婚願望（2000年5月 三笠書房 / 2003年11月 角川文庫）
- 日々是作文（2004年4月 文藝春秋 / 2007年4月 文春文庫）
- 再婚生活（2007年5月 角川書店）
  - 【改題】再婚生活―私のうつ闘病日記（2009年10月 角川文庫）
- 無人島のふたり 120日以上生きなくちゃ日記（2022年10月 新潮社）

### 共著
- ひとり上手な結婚（2010年8月 講談社 / 2014年2月 講談社文庫） - 伊藤理佐との共著

### アンソロジー
「」内が山本文緒の作品
- LOVE SONGS（1997年12月 幻冬舎 / 1999年4月 幻冬舎文庫）「これが私の生きる道」
- 短篇ベストコレクション 現代の小説2000（2000年5月 徳間文庫）「また夢をゆく」
- 短編復活（2002年11月 集英社文庫）「いるか療法」
- 君へ。―つたえたい気持ち三十七話（2004年3月 ダ・ヴィンチ文庫）「試行錯誤はまだまだ続く」
- 鉄路に咲く物語（2005年6月 光文社文庫）「ブラック・ティー」
- 作家の放課後（2012年2月 新潮文庫）「一週間で痩せなきゃ日記」
- 文芸あねもね（2012年2月 新潮文庫）「子供おばさん」

### オーディオブック
- ファースト・プライオリティ（2008年、USEN・ことのは出版）
- 文芸あねもね（2015年12月、FeBe!）

## メディア・ミックス

### テレビドラマ
- パイナップルの彼方へ（1992年9月11日、フジテレビ系「第一生命90周年スペシャル」として放送、主演：富田靖子、原作：パイナップルの彼方）
- 恋愛中毒（2000年1月20日 - 3月16日、全9話、テレビ朝日系「木曜ドラマ」枠で放送、主演：薬師丸ひろ子）
- ブルーもしくはブルー 〜もう一人の私〜（2003年6月23日 - 7月17日、全16話、NHK総合「NHK夜の連続ドラマ」枠で放送、主演：稲森いずみ）
- あなたには帰る家がある（2003年12月3日、BSフジ、主演：斉藤由貴）
- あなたには帰る家がある（2018年4月13日 - 6月22日、TBS系「金曜ドラマ」で放送、主演：中谷美紀）
- 自転しながら公転する（2023年12月14日 - 12月28日、読売テレビ・日本テレビ系、主演：松本穂香）[15]

### 映画
- 群青の夜の羽毛布（2002年10月5日公開、配給：ギャガ・コミュニケーションズ、監督：磯村一路、主演：本上まなみ）

### アニメ
- 大人女子のアニメタイム「どこかではないここ」（2013年3月24日、NHK BSプレミアム、声：木村多江 他）

### 舞台
- あなたには帰る家がある（2017年6月23日 - 7月2日、ワーサルシアター、脚本・演出：森岡利行）